# 李斌 (宋)
李 斌（り ひん、940年 - 1000年）は、中国の北宋の人物。本貫は青州。

## 経歴
晋王趙光義（後の太宗）が李斌の容貌が魁偉であると聞いて、召しだして側近に置いた。太宗が即位すると、御龍直副指揮使に任じられた。太平興国年間、天武軍指揮使となり、鄭州刺史を兼ねた。太平興国7年（982年）、秦王趙廷美の事件に連座して、曹州都校に左遷された。雍熙3年（986年）、営州刺史に転じた。雍熙4年（987年）、渓州団練使となり、貝州駐泊都監・冀州駐泊都監を歴任した。淳化年間、萊州団練使・洺州団練使をつとめた。至道元年（995年）、桂州観察使・判洺州となった。咸平3年（1000年）、死去した。享年は61。

## 伝記資料
- 『宋史』巻275 列伝第34